# 1945 في سويسرا
فيما يلي قوائم الأحداث التي وقعت خلال عام 1945 في سويسرا.

## ظهور
- 1 يناير – بانتين شركة منتجات العناية الشخصية.

## مواليد

### يناير
- 7 يناير – ديك مارتي سياسي سويسري.
- 28 يناير – مارت كيلر ممثلة سويسرية.

### فبراير
- 14 فبراير – هانز آدم الثاني أمير ليختنشتاين.

### مارس
- 2 مارس – ريناتو بيرتا
- 4 مارس – ديتر ماير موسيقي سويسري.

### مايو
- 10 مايو – بنجامين إسحاق مؤرخ إسرائيلي.
- 15 مايو – دوارتي بيو، دوق براغانزا دوق براغانزا، ومطالب الحالي بالعرش البرتغالي.

### يونيو
- 8 يونيو – رينيه ديك لاعب كرة قدم سويسري.

### يوليو
- 8 يوليو – ميشلين كالمي راي سياسية سويسرية.
- 15 يوليو – رومان كايزر كيميائي سويسري.
- 19 يوليو – أور روزنتال سياسي هولندي.

### سبتمبر
- 3 سبتمبر – والتر مولر

### أكتوبر
- 3 أكتوبر – كلاوس ميرتس كاتب سويسري.
- 14 أكتوبر – جان فيلي رسام سويسري.
- 27 أكتوبر – كريستيان جيوردانو

### نوفمبر
- 11 نوفمبر – آن ماري ميفيل

### ديسمبر
- 13 ديسمبر – كارين أوت

## وفيات

### يناير
- 11 يناير – غوتفريد كيلر (مواليد 1873)

### فبراير
- 11 فبراير – اليامي دوبين (مواليد 1891) ملحن ومؤلف أمريكي.

### أبريل
- 1 أبريل – ادمون كرامر (مواليد 1906) لاعب كرة قدم.
- 1 أبريل – جاكوب بوشلي (مواليد 1876) مهندس سويسري.

### مايو
- 4 مايو – فالتر فايلر (مواليد 1903) لاعب كرة قدم سويسري.

### أغسطس
- 23 أغسطس – هانس بيت فيلاند (مواليد 1867) رسام سويسري.

### أكتوبر
- 6 أكتوبر – ليوناردو كونتي (مواليد 1900) سياسي ألماني.